# Ernst Robert Curtius
Ernst Robert Curtius (n. 14 aprilie 1886, Thann, Alsacia, d. 19 aprilie 1956, Roma) a fost un literat german, filolog și critic al literaturii de limbi romanice.
A fost nepotul istoricului Ernst Curtius.